# Calopteryx intermedia
Calopteryx intermedia är en trollsländeart som beskrevs av Selys 1890. Calopteryx intermedia ingår i släktet Calopteryx och familjen jungfrusländor.

## Underarter
Arten delas in i följande underarter:
- C. i. cecilia
- C. i. persica